# 레오단 곤살레스
레오단 프랑킨 곤살레스 카브레라(스페인어: Leodán Frankin González Cabrera, 1983년 3월 11일 ~ )는 우루과이의 축구 심판이다. 2010년부터 우루과이 프리메라 디비시온의 심판도 맡고 있으며, 2016년부터는 국제축구연맹(FIFA) 주관 대회의 심판도 맡고 있다.

## 대량 퇴장 사건
레오단 곤살레스는 2012년 10월 28일에 우루과이 몬테비데오에서 열린 몬테비데오 원더러스와 후벤투드 라스피에드라스의 우루과이 프리메라 디비시온 경기의 주심을 맡았다. 몬테비데오 원더러스에서 뛰고 있던 미드필더인 하스톤 로드리게스 선수가 경기 종료 직전에 3-3 동점을 기록하고 있던 상황에서 페널티 박스 안에서 일어난 수비 진영의 반칙으로 인해 넘어지는 상황이 일어났지만 레오단 곤살레스 심판은 페널티킥을 선언하지 않았고 경기는 3-3 무승부로 끝나게 된다.
경기가 진행되던 동안에 9번의 경고, 1번의 퇴장 판정을 받았던 몬테비데오 원더러스와 후벤투드 선수들은 경기가 끝난 이후에 집단 난투극을 벌이게 되면서 통제가 불가능한 상황에 치닫게 된다. 이 상황을 지켜본 레오단 곤살레스 주심은 각 팀마다 선수 8명, 총 16명에게 퇴장 판정을 내리게 된다.

## 심판 경력

### FIFA U-20 월드컵
2019년 FIFA U-20 월드컵
- 2019년 5월 28일:  파나마 -  프랑스 (E조)
- 2019년 6월 3일:  우크라이나 -  파나마 (16강전)
- 2019년 6월 8일:  대한민국 -  세네갈 (8강전)